# Modunga palpigera
Modunga palpigera là một loài bướm đêm trong họ Erebidae.